# Erythroplusia rutilifrons
Erythroplusia rutilifrons är en fjärilsart som beskrevs av Walker 1858. Erythroplusia rutilifrons ingår i släktet Erythroplusia och familjen nattflyn. Inga underarter finns listade i Catalogue of Life.